# Cazaderos
Cazaderos es una parroquia del Cantón Zapotillo, ubicada al noroccidente del mismo y al oeste de la provincia de Loja en Ecuador. Se vincula de manera directa vía terrestre con la ciudad de Alamor en el cantón Puyango y con el Departamento de Tumbes, por la vía El Huásimo, Bocapán, Zorritos, Tumbes. Forma parte del Valle de Cazaderos.

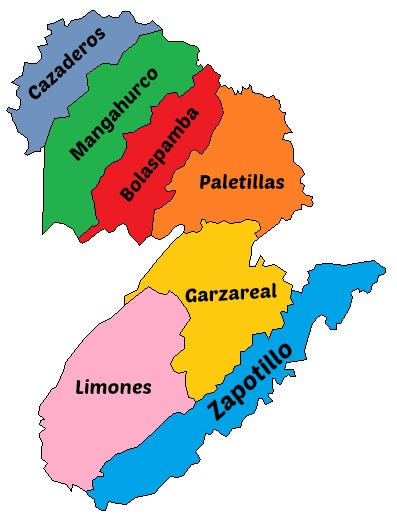
Ubicación de Cazaderos

El nombre de Cazaderos es un toponímico que hace referencia a la actividad de cacería que en tiempos de la colonia practicaban los gamonales y terratenientes venidos de los fundos aledaños, incluso de Guayaquil. La abundancia faunística de la zona le dio el nombre a esta tierra.

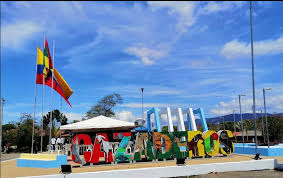
Cazaderos

## Historia
En el siglo XIX, Cazaderos fue un territorio integrado a la Gran Hacienda Zarumilla propiedad de prominentes familias guayaquileñas (José Joaquín de Olmedo). En la segunda mitad del siglo XIX, todo el Valle de Cazaderos, desde el río Puyango al norte, hasta las cercanías de Poechos al sur, es vendida por la curia de Guayaquil a don Federico Ramírez, importante ganadero de la zona. La relación social y económica de la rica comarca solo estuvo integrada a Piura y Tumbes, por vía terrestre. A las zonas de Ecuador, se integra recién a partir de la segunda mitad del siglo pasado. Y por vía marítima se relacionó con Guayaquil, por Puerto Hualtaco (Huaquillas).
En 1910, Eloy Alfaro, en su estrategia militar para defender el sur amenazado por las tropas peruanas, hizo su Gran Avanzada a la frontera; acción que se recuerda por su famosa proclama de: ¡Tumbes Marañón o la guerra!, y para garantizar una permanente vigilancia civil, creó jurisdicciones parroquiales con lo que garantizó las fronteras vivas. El 12 de octubre de 1910, dictó el decreto de creación de la Parroquia Cazaderos, nombrando como Primer Presidente de la nueva Junta Parroquial a don Federico Ramírez, único hacendado de la zona. Además creó un destacamento militar con 100 soldados en la misma casa de hacienda, donde hoy está asentado la población de Cazaderos. Habiéndose formado montoneras de campesinos, a quienes les entregaron las famosas carabinas Winchester.
En 1941, la invasión peruana no tuvo mayores consecuencias, gracias a la feliz organización del campesinado junto al ejército, que aún cuando no tuvo pertrechos ni asistencia desde el Estado, pudo salir triunfante en la batalla de Progreso el 26 de julio de 1941, acción que paró a raya las ambiciones peruanas en esta zona. Las carabinas Winchester donadas por Eloy Alfaro, fueron de gran ayuda en la defensa de la patria en esta vez. Esta armas todavía son guardadas como reliquia por muchos campesinos, que se sienten alfarista de por vida.
La antigua hacienda de la familia Ramírez, se mantuvo íntegra hasta 1941, fecha en que la mitad se quedó en territorio peruano. En la década de 1960, con el advenimiento de la Reforma Agraria, lo herederos de don Federico Ramírez, buscando todo tipo de subterfugios y pretextos, expulsaron sistemáticamente a los precaristas y arrimados, para no poner en riesgo su tierra; en gran parte logran su objetivo, con la complicidad de funcionarios corruptos que se vendían a los hacendados.
En 1980, Zapotillo es declarada como nuevo cantón y se anexa a Cazaderos como su única Parroquia, con la oposición de los habitantes de los barrios: Cazaderos, Hacienda Vieja, Progreso, Gramadales y Chaguarhuaico; a quienes nunca se les consultó sobre la posible integración territorial.

## Ubicación geográfica
La Parroquia Cazaderos se encuentra ubicada en la provincia de Loja, en el cantón Zapotillo, al noroccidente de la provincia y al oeste de la provincia de Loja. La parroquia tiene una extensión de 11808,7 hectáreas y una altitud que varía entre 160 y 1000 metros sobre el nivel del mar.
Las coordenadas geográficas de la Parroquia Cazaderos son las siguientes:
- Norte: 9° 547' 956,32 m
- Este: 558° 089,77 m
- Oeste: 9° 547' 956,32 m
- Sur: 10° 01' 48,24 m

La parroquia limita al norte con Perú, al sur con Perú y la Parroquia Mangahurco, al este con la Parroquia Mangahurco y al oeste con Perú. La principal vía de comunicación en la zona es la vía El Huásimo, que conecta con la ciudad de Alamor en el cantón Puyango y con la vía La Troncal, que permite el acceso a Guayaquil, 

## Clima
La Parroquia Cazaderos, se caracteriza por un clima cálido y seco. Con temperaturas que oscilan entre los 24 y 30 °C, la región ofrece un ambiente agradable para sus habitantes y visitantes. Esta combinación de factores climáticos, junto con su diversidad natural, la convierte en un lugar atractivo para explorar y disfrutar de la vida al aire libre. La parroquia se encuentra a una altitud que varía entre los 160 y 1000 metros sobre el nivel del mar, lo que contribuye a su agradable clima y a su rica diversidad de flora y fauna, incluyendo especies en peligro de extinción como el cocodrilo de Tumbes. 

## Flora y fauna

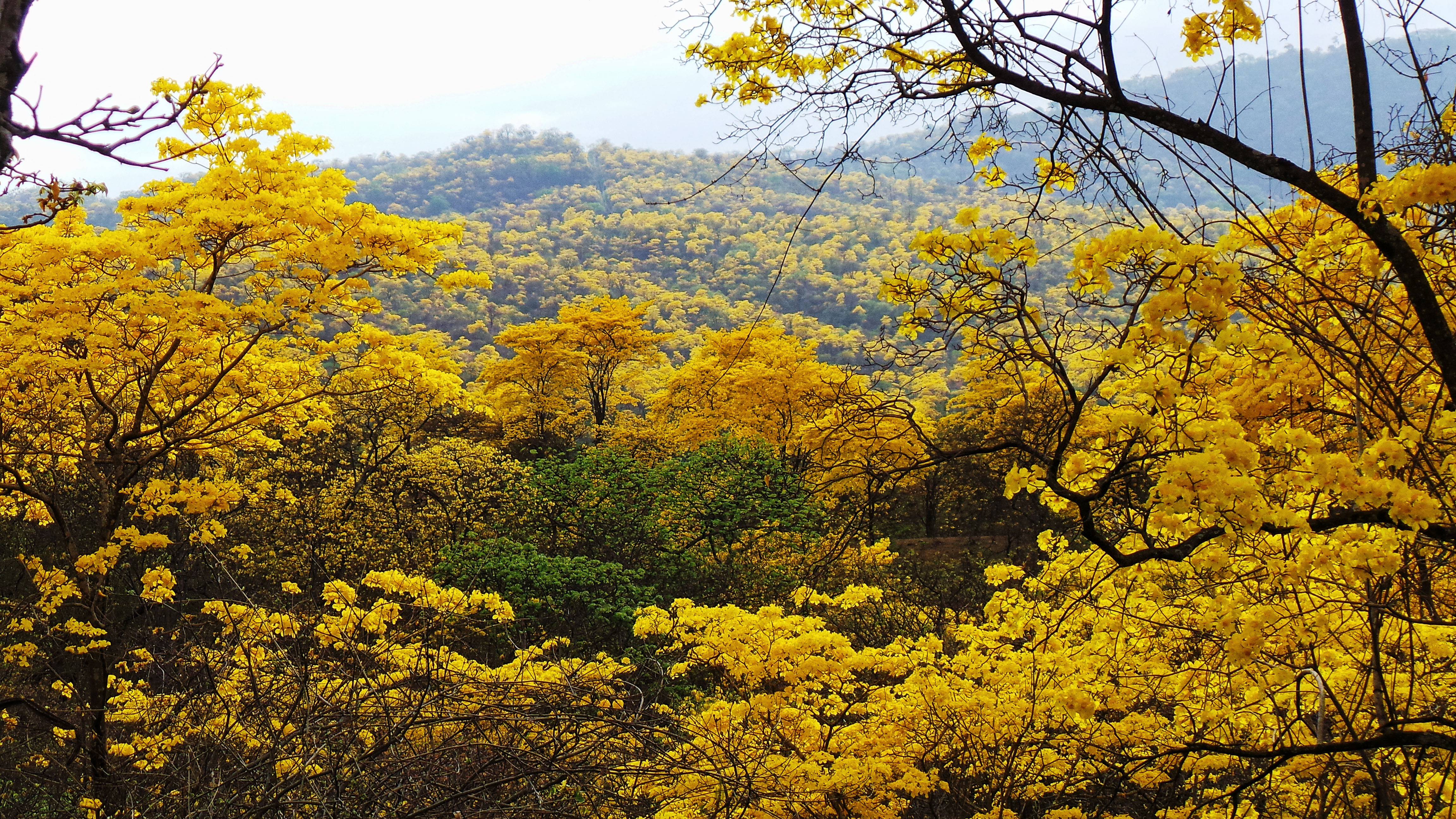
Florecimiento de los Guayacanes

EEntre su principal atractivo se encuentra el “Florecimiento de Guayacán” en el cual se puede admirar como grandes zonas de bosque seco, florecen con la llegada de la lluvia.
Los bosques de la Parroquia Cazaderos presentan alrededor de 80 especies de flora, las cuales son utilizadas por los habitantes locales para usos como leña y madera para la construcción. La región cuenta con una gran variedad de vegetación, que incluye especies endémicas y representativas de la flora de la región. Entre las especies presentes se encuentran árboles como el algarrobo, ceibo, guayacán, palo santo, barbasco, pretino, guarapo, guapala, entre otros, así como una diversidad de plantas herbáceas y arbustivas.
En cuanto a la fauna, la Parroquia Cazaderos es el hábitat de una amplia variedad de especies animales. La reserva natural "Cerro Negro – Cazaderos" alberga animales endémicos que han sobrevivido gracias a su ubicación geográfica, como el mono aullador, el pecarí, la boa constrictora, venados, pumas, tigrillos, hurón mayor, jaguar, oso hormiguero, tejón y una gran diversidad de aves entre los cuales destacan las garzas, halcones, palomas, tórtolas, alondras, martín pescador, flamencos, pato salvaje, hornero, etc., incluyendo especies amenazadas de la región. Incluso se puede encontrar el cocodrilo de Tumbes (Crocodylus acutus), una especie críticamente amenazada en el país, en esta área. Los visitantes tienen la oportunidad de disfrutar del avistamiento de aves y de explorar la zona de los monos aulladores, lo que hace de la región un destino atractivo para el ecoturismo.

## Hidrología
La parroquia Cazaderos se caracteriza por su extensa red hidrográfica, conformada por pequeños drenajes que contribuyen directamente a la Quebrada de Cazaderos. Esta quebrada, a medida que avanza aguas abajo, desemboca de manera majestuosa en el Río Puyango, marcando el límite natural entre el territorio ecuatoriano y peruano. Posteriormente, en su trayecto, se fusiona con otras corrientes, dando origen al Río Tumbes.
El Río Puyango, más que una simple corriente de agua, se erige como un hito geográfico que separa las fronteras de Ecuador y Perú. Por otro lado, la formación del Río Tumbes añade otra capa de complejidad y riqueza a la red hidrográfica de la región. Este proceso hidrológico no solo crea un paisaje natural impresionante, sino que también sustenta la biodiversidad y la sostenibilidad de la cuenca.
La cobertura vegetal autóctona de la parroquia Cazaderos desempeña un papel crucial en el equilibrio ecológico local. Cumple funciones esenciales de captación y regulación hídrica, garantizando la existencia y disponibilidad constante del agua en los principales colectores de esta relevante cuenca hidrográfica. Esta exuberante vegetación no solo embellece la parroquia, sino que también actúa como un guardián natural, sustentando la vida y preservando la integridad del entorno.

## Turismo
La presencia significativa del Bosque Seco en la parroquia de Cazaderos no solo determina el paisaje local, sino que también ofrece a los visitantes la oportunidad de explorar la diversidad natural del área. Los paisajes notables, caracterizados por ríos serpenteantes y cascadas impresionantes, establecen un entorno propicio para que los turistas examinen y disfruten de la riqueza natural en sus diversas manifestaciones.
Durante los meses de enero y febrero, el Bosque Seco experimenta el Fenómeno de Florecimiento de los Guayacanes, que transforma temporalmente a la parroquia de Cazaderos en un enclave de colores y fragancias. Este evento natural atrae a numerosos turistas, tanto locales como nacionales e internacionales, interesados en experimentar la singularidad estética de este fenómeno.
Recorrer los senderos entre guayacanes en pleno florecimiento durante este periodo invita a explorar la conexión entre el ser humano y la naturaleza. El Bosque Seco no solo se presenta como un escenario visualmente impactante, sino que también ofrece una combinación de fragancias que estimulan los sentidos, generando así una experiencia sensorial significativa.
Este fenómeno natural no solo constituye una apreciación estética, sino que también destaca la importancia de conservar y valorar la biodiversidad regional. Los turistas que eligen Cazaderos durante estos meses no solo tienen la oportunidad de presenciar un evento único en su tipo, sino que también contribuyen al ecoturismo responsable y a la preservación de este recurso natural para las generaciones futuras. Cazaderos se presenta como un destino destacado para aquellos que buscan una inmersión en la naturaleza en su máxima expresión.
- Apadrinamiento de los Guayacanes

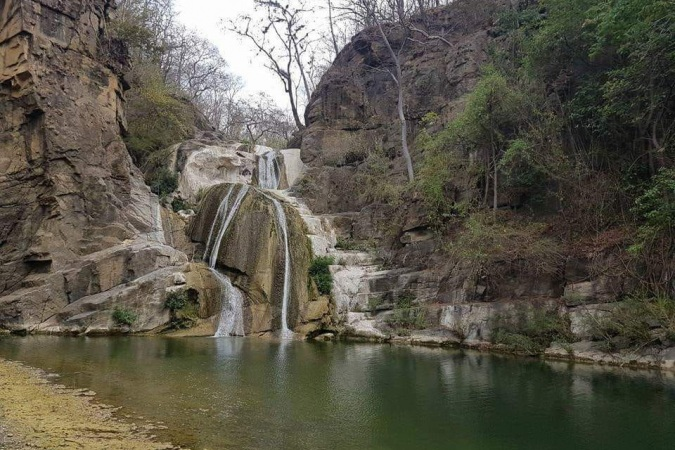
Sanjón en Cazaderos

- Caminata guiada conociendo el bosque de guayacanes
- Paseo en caballos ruta Cazaderos – Mangahurco vía antigua
- Exposición Fotográfica de las maravillas del bosque seco
- Feria Agroartesanal
- Recorrido ciclístico en cinco rutas a elegir por las parroquias Bolaspamba, Mangahurco y Cazaderos.
- Serenata a la Flor del Guayacán.[10]

### Reserva Cerro Negro – Cazaderos
La Reserva Cerro Negro – Cazaderos funciona como un santuario natural que alberga una diversidad de flora y fauna en la región. Este espacio sirve como refugio para varias formas de vida, incluyendo especies endémicas y amenazadas que indican la riqueza biológica local.
La flora diversa proporciona un hábitat para diversas especies animales que encuentran refugio en este entorno intacto. Desde aves coloridas hasta monos aulladores, cada área de la reserva ofrece una perspectiva de la biodiversidad de Cazaderos.
La reserva también es adecuada para la observación de aves, proporcionando a los visitantes la oportunidad de conectarse con la vida alada en la región. El avistamiento de aves ofrece una experiencia enriquecedora al permitir a los visitantes presenciar la diversidad de aves en el área.
Además, la Reserva Cerro Negro – Cazaderos permite explorar la zona habitada por los monos aulladores. Estos primates, con sus característicos sonidos que resuenan en la selva, ofrecen a los visitantes un encuentro cercano con la vida silvestre. La región se presenta como un destino esencial para aquellos que buscan una experiencia auténtica en ecoturismo y una inmersión en la naturaleza virgen.

### Mirador Cazaderos
El Mirador Cazaderos, situado a unos 5 minutos de Cazaderos, proporciona una vista panorámica del Bosque Seco, mostrando su esplendor. Funciona como un corredor ecológico que conecta la Reserva La Ceiba con la Reserva de Biosfera del Noroeste de Perú, brindando a los visitantes una perspectiva visual de la región.
Desde la cima del mirador, se aprecia una vista notable, especialmente durante el Florecimiento de los Guayacanes en los meses de diciembre y enero, cuando el paisaje se llena de tonalidades vibrantes. Este observatorio natural ofrece a los visitantes la oportunidad de contemplar la biodiversidad y la riqueza del ecosistema circundante.
El Mirador Cazaderos no solo funciona como un punto de observación, sino que también representa una muestra de la interconexión entre los ecosistemas, resaltando la importancia de la conservación y preservación de estos entornos naturales. Invita a los visitantes a reflexionar sobre la majestuosidad de la naturaleza y la fragilidad del equilibrio ecológico.

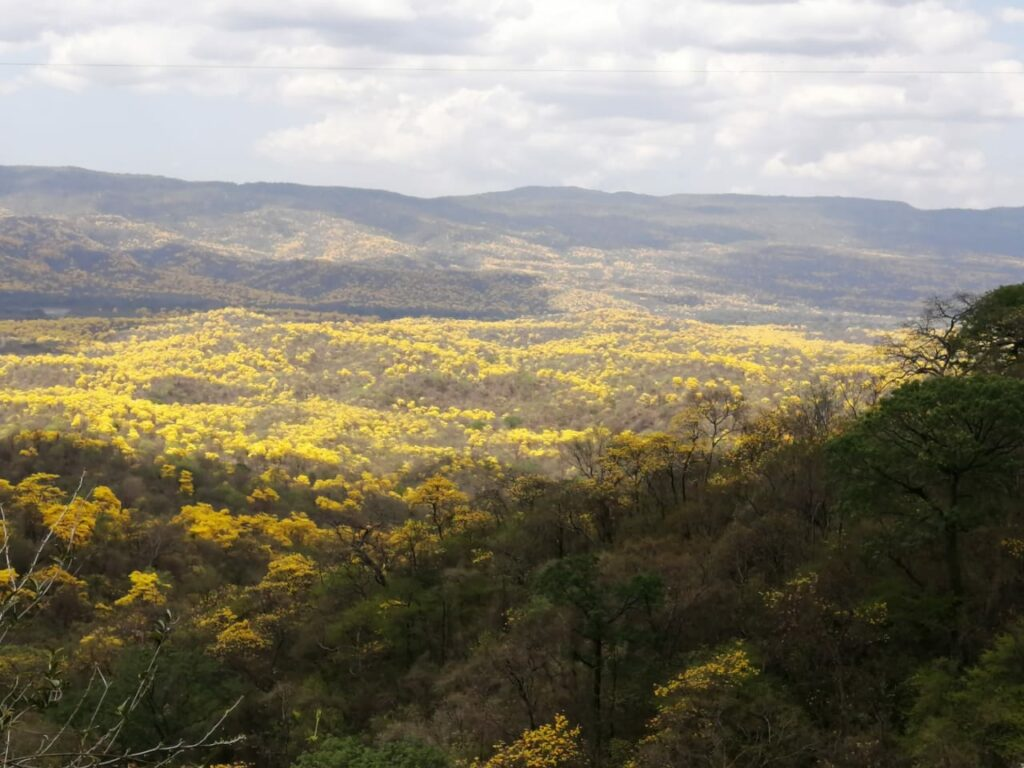
Florecimiento de Guayacanes

### Cascada El Pilancón
La Cascada El Pilancón, con una caída de agua de 15 metros, es un elemento natural destacado en la parroquia de Cazaderos. Ubicada a unos 40 minutos en vehículo desde la cabecera parroquial, seguido de un paseo de 20 minutos a pie, esta cascada ofrece una experiencia que combina la belleza natural con elementos terapéuticos.
Durante la estación invernal, El Pilancón muestra su esplendor, exhibiendo la magnificencia de sus aguas. Las pequeñas piscinas de aguas sulfurosas que se forman alrededor de la cascada añaden un componente especial a la experiencia, ofreciendo a los visitantes la oportunidad de disfrutar de las propiedades curativas de estas aguas termales naturales.
El viaje para llegar a esta cascada es una experiencia en sí misma. A lo largo del recorrido, los visitantes pueden observar la diversidad de flora y fauna en el valle. La vida vegetal y los cantos de las aves crean un ambiente sereno y rejuvenecedor.
Un aspecto interesante del trayecto es la presencia de corrales de asentamiento inca. Estas estructuras, con sus formas distintivas y durabilidad a lo largo del tiempo, son recordatorios tangibles de la historia que ha moldeado este valle. Los visitantes tienen la oportunidad de explorar estos vestigios arqueológicos, sumergiéndose en la conexión entre la naturaleza y la herencia cultural de Cazaderos.

### Ojos de Agua
Los "Ojos de Agua" en la parroquia de Cazaderos consisten en pequeños círculos de piedra que conforman un lugar cargado de leyendas locales. El nombre se deriva de narraciones transmitidas por generaciones pasadas, que mencionaban la presencia de un legendario lagarto de oro en este sitio pintoresco. Según la tradición oral, este reptil emergía entre los tablazos para recibir los rayos del sol, irradiando un fulgor dorado que cautivaba a aquellos que presenciaban este fenómeno.
Este lugar representa un testimonio de las historias que han influido en la identidad de Cazaderos a lo largo del tiempo. Similar a la cascada El Pilancón, los "Ojos de Agua" son accesibles a una distancia moderada, permitiendo a los visitantes sumergirse en estas leyendas sin necesidad de desplazamientos extensos. Al explorar este sitio, se invita a los viajeros a conectar con la esencia ancestral de la parroquia y a apreciar la combinación única de naturaleza y mitología presente en el entorno.

## División
La parroquia Cazaderos se divide en los siguientes barrios:
- Cazaderos
- Garcias
- Hacienda Vieja
- Las Pampas
- Cruz Blanca
- Progreso
- Los Linderos
- Las Vegas
- Gramadales
- Chaguarhuaico